# ديزني كاراكتير فويسز إنترناشيونال
ديزني كاراكتير فويسز إنترناشيونال (بالإنجليزية: Disney Character Voices International)‏ هي قسم مشترك من شركة والت ديزني مع مسؤولية ابتدائية لتوفير خدمات الترجمة والدبلجة لكل إنتاجات ديزني متضمنة أعمالهم من الشركات التابعة.

## الدبلجة في الوطن العربي
بدأت الشركة بتوفير اللغة العربية كلغة دائمة من ضمن لغات الشركة المتعددة بداية من عام 1994 عقب افتتاح الفرع العربي لشركة والت ديزني في الشرق الأوسط، بالآمارات العربية المتحدة. (طالع: شركة والت ديزني)
في عام 1997, افتتح مكتب تابع للشركة بمصر -القاهرة، شارع سوريا-, للأشراف على جميع أعمال ديزني المدبلجة تحت أدارة المشرفة الفنية على النسخ العربية أن ذاك عائشة سليم. والتي إستطاعت الإشراف على النسخة العربية بشكل يناسب معايير الشركة. وفي عام 1998 مع افتتاح قناة ديزني الشرق الأوسط تم إنهاء تجهيز أكثر من مائة حلقة من مسلسلات الرسوم المتحركة بإمكانيات محدودة والتي كانت الوحيدة المتوفرة في هذة الأثناء. في أثناء فترة إدارتها قامت بالإشراف على ما يزيد عن 2700 حلقة مدبلجة باللغة العربية، أكثر من ثمانون فيلمًا مدبلجًا، ثلاثون إضافة مميزة مدرجة بأقراص دي في دي بالإضافة إلى الكثير من الإعلانات والتروجيات والفواصل. في عام 2006 وكواحد من عدة مكاتب أخرى، تم أغلاق مكتب الشركة بالشرق الأوسط، لتنتقل عائشة سليم لتكمل دراستها راحلة عن عملها القديم في الأشراف الفني، ليتولى بوعلام لامين و الأشراف على النسخ العربية من ذلك الحين.
قامت شركة ديزني كاراكتير فويسز إنترناشيونال بتولي مهمات دبلجة أغلب أفلام ديزني باللهجة المصرية عدى أستثنائات بسيطة دبلجت باللغة العربية الفصحى والمسلسلات، وقد قام أيضاً بإعادة دبلجتها إلى الفصحى عقب تعاقد ديزني مع قناة تلفزيون ج، ولكن بنسخة غير رسمية لقناة تلفزيون ج فقط بعدة إستوديوهات وهي مصرية ميديا وسوبر إم للإنتاج وراكتي للإنتاج والتوزيع الفني وإيمدج برودكشن هاوس.
تعاملت الشركة مع عدة ستوديوهات عربية تضمنت فيديو 2000، ميديا كونسبتس، مصرية ميديا، سوبر إم للإنتاج، إكو ساوند، راكتي للإنتاج والتوزيع الفني، إيمدج برودكشن هاوس، نيو للإنتاج الفني وغيرهم.

## وصلات خارجية
- ديزني كاراكتير فويسز إنترناشيونال على موقع IMDb (الإنجليزية)
- ديزني كاراكتير فويسز إنترناشيونال على موقع ديسكوغز (الإنجليزية)
- ديزني كاراكتير فويسز إنترناشيونال في قاعدة بيانات الأفلام على الإنترنت (فرع الولايات المتحدة فقط، أي أكمل عمل صغير جداً)